# Football Club Nantes-Atlantique 1997-1998
Questa voce raccoglie le informazioni riguardanti il Football Club de Nantes nelle competizioni ufficiali della stagione 1997-1998.

## Stagione
Affidata la guida tecnica all'allenatore delle giovanili Raynald Denoueix, in campionato il Nantes navigò nelle posizioni di classifica medio-bassa, concludendo all'undicesimo posto. Nelle altre competizioni nazionali e in Coppa UEFA, i Canarini furono eliminati nelle fasi iniziali, riportando delle sconfitte di misura: in particolare, in Coppa di Francia il Nantes uscì per via di un 1-0 incassato contro il Caen, militante in Division 2 e nella competizione continentale vanificò l'iniziale vantaggio ottenuto grazie alla regola dei gol fuori casa, facendosi battere in casa per 1-0 al ritorno.

## Maglie e sponsor
Lo sponsor tecnico per la stagione 1997-1998 è Adidas, mentre lo sponsor ufficiale è Eurest.
| Manica sinistra · Manica sinistra · Maglietta · Maglietta · Manica destra · Manica destra · Pantaloncini · Pantaloncini · Calzettoni · Calzettoni |

## Organigramma societario
Area direttiva
- Presidente: Jean-René Toumelin

Area tecnica
- Direttore sportivo: Robert Budzynski
- Allenatore: Raynald Denoueix

## Rosa
| N. |                     | Ruolo | Calciatore         |
| -- | ------------------- | ----- | ------------------ |
| 2  | Francia (bandiera)  | D     | Serge Le Dizet     |
| 3  | Francia (bandiera)  | D     | Stéphane Lièvre    |
| 4  | Francia (bandiera)  | D     | Bruno Carotti      |
| 5  | Francia (bandiera)  | D     | Laurent Guyot      |
| 6  | Francia (bandiera)  | C     | Jean-Michel Ferri  |
| 7  | Francia (bandiera)  | C     | Christophe Le Roux |
| 8  | Francia (bandiera)  | C     | Nicolas Savinaud   |
| 9  | Senegal (bandiera)  | A     | Samba N'Diaye      |
| 10 | Francia (bandiera)  | C     | Jocelyn Gourvennec |
| 12 | Svizzera (bandiera) | A     | Gaetano Giallanza  |
| 13 | Tunisia (bandiera)  | A     | Adel Sellimi       |
| 14 | Francia (bandiera)  | C     | Frédéric Da Rocha  |
| 15 | Francia (bandiera)  | C     | Éric Carrière      |

| N. |                    | Ruolo | Calciatore          |
| -- | ------------------ | ----- | ------------------- |
| 16 | Francia (bandiera) | P     | Fabrice Grange      |
| 17 | Francia (bandiera) | C     | Éric Decroix        |
| 18 | Francia (bandiera) | A     | David Andréani      |
| 19 | Francia (bandiera) | D     | Jean-Marc Chanelet  |
| 20 | Francia (bandiera) | C     | Medhi Leroy         |
| 21 | Francia (bandiera) | P     | Mickaël Landreau    |
| 22 | Francia (bandiera) | D     | Nicolas Gillet      |
| 24 | Camerun (bandiera) | C     | Salomon Olembé      |
| 25 | Francia (bandiera) | C     | Olivier Monterrubio |
| 26 | Camerun (bandiera) | A     | Patrick Suffo       |
| 27 | Francia (bandiera) | A     | Alioune Touré       |
| 29 | Francia (bandiera) | A     | Franck Renou        |
| 32 | Francia (bandiera) | C     | Sébastien Piocelle  |

## Risultati

### Coppa UEFA
| Arbitro: | Liba |

|                         |           |                            |
| Piechnik 18’ Hallum 74’ | Marcatori | 12’ Gourvennec 24’ N'Diaye |

| Arbitro: | Schüttengruber |

|  |           |              |
|  | Marcatori | 45’ Piechnik |

## Statistiche

### Andamento in campionato
| Giornata  | 1  | 2  | 3  | 4  | 5  | 6  | 7  | 8  | 9  | 10 | 11 | 12 | 13 | 14 | 15 | 16 | 17 | 18 | 19 | 20 | 21 | 22 | 23 | 24 | 25 | 26 | 27 | 28 | 29 | 30 | 31 | 32 | 33 | 34 |
| --------- | -- | -- | -- | -- | -- | -- | -- | -- | -- | -- | -- | -- | -- | -- | -- | -- | -- | -- | -- | -- | -- | -- | -- | -- | -- | -- | -- | -- | -- | -- | -- | -- | -- | -- |
| Luogo     | C  | T  | C  | T  | C  | T  | C  | T  | C  | C  | T  | C  | T  | C  | T  | C  | T  | C  | T  | C  | T  | C  | T  | C  | T  | T  | C  | T  | C  | T  | C  | T  | C  | T  |
| Risultato | P  | P  | P  | V  | V  | N  | N  | P  | P  | N  | P  | V  | N  | V  | P  | N  | P  | V  | P  | V  | P  | V  | P  | V  | V  | V  | P  | N  | P  | V  | N  | P  | N  | P  |
| Posizione | 11 | 15 | 17 | 16 | 11 | 11 | 12 | 12 | 14 | 13 | 15 | 14 | 13 | 12 | 12 | 13 | 15 | 12 | 13 | 13 | 13 | 12 | 12 | 11 | 11 | 10 | 10 | 11 | 12 | 10 | 10 | 11 | 11 | 11 |

Fonte:  Classements Ligue 1, su lfp.fr.
Legenda:

Luogo: C = Casa; T = Trasferta. Risultato: V = Vittoria; N = Pareggio; P = Sconfitta.